# Équipe de Slovaquie de curling
L'équipe de Slovaquie de curling est la sélection qui représente la Slovaquie  dans les compétitions internationales de curling.
En 2017, l'équipe nationale est classé comme nation numéro 19 chez les hommes et 25 chez les femmes.

## Palmarès et résultats

### Palmarès masculin
Titres, trophées et places d'honneur
- Jeux Olympiques Hommes : aucune participation
- Championnats du monde : aucune participation
- Championnats d'Europe Hommes depuis 2017 (1 participation(s))
  - Meilleur résultat : 10ème pour : Championnats d'Europe Hommes - Round Robin

### Palmarès féminin
Titres, trophées et places d'honneur
- Jeux Olympiques Femmes : aucune participation
- Championnats du monde Femmes : aucune participation
- Championnats d'Europe : aucune participation (Division B depuis 2014)

### Palmarès mixte
Titres, trophées et places d'honneur
- Championnat du Monde Doubles Mixte depuis 2015 (2 participation(s))
  - Meilleur résultat : 4ème pour : Championnat du Monde Doubles Mixte - Groupe E

### Palmarès curling en fauteuil
| Jeux paralympiques | Classement | Skip           | Third             | Second        | Lead             | Remplaçant    |
| ------------------ | ---------- | -------------- | ----------------- | ------------- | ---------------- | ------------- |
| Turin 2006         | NC         | NC             | NC                | NC            | NC               | NC            |
| Vancouver 2010     | NC         | NC             | NC                | NC            | NC               | NC            |
| Sotchi 2014        | 5e         | Radoslav Ďuriš | Branislav Jakubec | Dusan Pitoňák | Monika Kunkelová | Alena Kánová  |
| Pyeongchang 2018   | 9e         | Radoslav Ďuriš | Dušan Pitoňák     | Peter Zaťko   | Monika Kunkelová | Imrich Lyócsa |